# Marion Kindle-Kühnis
Pour les articles homonymes, voir Kindle.
Marion Kindle-Kühnis, née le 10 février 1979, est une membre du Landtag du Liechtenstein, du parti Union patriotique (Vaterländische Union). Elle a été élue en 2009.
Elle est adjointe au président du Landtag, Arthur Brunhart.
Mariée, elle vit actuellement à Triesen.